# ماتيلد سيغنر
ماتيلد سيغنر (بالفرنسية: Mathilde Seigner)‏ (و. 1968 – م) هي ممثلة من فرنسا . ولدت في باريس.

## التعليم
تعلمت في مدرسة فلوران ‏

## روابط خارجية
- ماتيلد سيغنر على موقع IMDb (الإنجليزية)
- ماتيلد سيغنر على موقع ألو سيني (الفرنسية)
- ماتيلد سيغنر على موقع ميوزك برينز (الإنجليزية)
- ماتيلد سيغنر على موقع أول موفي (الإنجليزية)
- ماتيلد سيغنر على موقع قاعدة بيانات الأفلام السويدية (السويدية)
- ماتيلد سيغنر على موقع قاعدة بيانات الفيلم (الإنجليزية)
- ماتيلد سيغنر على موقع كينوبويسك (الروسية)